# Karol Radziwonowicz

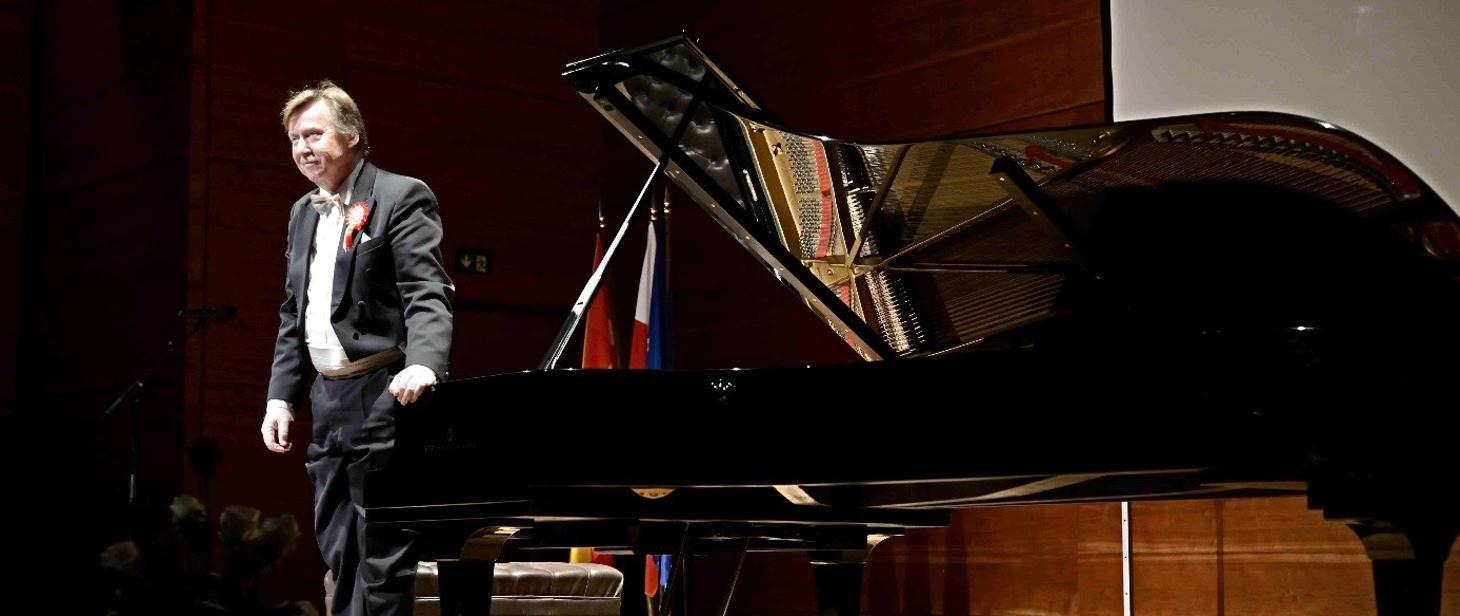
Karol Radziwonowicz

Karol Mikołaj Radziwonowicz (2 maart 1958, Warschau) is een Poolse pianist.
In 1982 slaagde Karol Radziwonowicz op de Fryderyk Chopin Muziekacademie in Warschau en won hij een studiebeurs uit het Fulbright-programma waarmee hij onder George Sebok kon verder studeren aan de School of Music van  de Universiteit van Indiana in Bloomington, Indiana tussen 1987 en 1988.
Sindsdien staat hij hoog aangeschreven en geeft concerten in Polen en erbuiten. Radziwonowicz staat vooral bekend om zijn vertolkingen van de componisten Frédéric Chopin en Carl Mikuli. Hij was de eerste in de geschiedenis die alle pianowerken van Ignacy Jan Paderewski heeft opgenomen.